# AGOVV in het seizoen 1957/58
Het seizoen 1957/1958 was het vierde jaar in het bestaan van de Apeldoornse betaaldvoetbalclub AGOVV. De club kwam uit in de Eerste divisie A en eindigde daarin op de 14e plaats. Tevens deed de club mee aan het toernooi om de KNVB beker, hierin werd in de kwartfinale, na een replaywedstrijd, verloren van MVV (1–2).

## Wedstrijdstatistieken

### Eerste divisie A
|       | Alkmaar '54 | D.F.C. | DWS   | EDO   | Excelsior | De Graafschap | Helmond | HVC   | RBC   | Roda Sport | SVV   | Vitesse | Volendam | VSV   | Willem II |
| ----- | ----------- | ------ | ----- | ----- | --------- | ------------- | ------- | ----- | ----- | ---------- | ----- | ------- | -------- | ----- | --------- |
| Thuis | 1 – 4       | 0 – 0  | 3 – 1 | 1 – 1 | 2 – 3     | 2 – 3         | 2 – 3   | 1 – 3 | 2 – 4 | 1 – 0      | 1 – 6 | 0 – 4   | 2 – 0    | 4 – 0 | 2 – 3     |
| Uit   | 2 – 1       | 2 – 2  | 8 – 1 | 1 – 0 | 1 – 0     | 3 – 2         | 2 – 0   | 0 – 1 | 0 – 0 | 2 – 2      | 0 – 2 | 4 – 2   | 6 – 2    | 1 – 2 | 3 – 0     |

### KNVB beker
| 1e ronde                                       | AGOVV                                                                             | 5 – 1                              | Epe                   |
| 26 december 1957 Plaats: Apeldoorn Berg & Bos  | Mais Hanskamp –', –' Wim Bakker –', –' Harmen de Jong                             |                                    | Jan Remkens           |
| 2e ronde                                       | AGOVV                                                                             | 5 – 0 (3 – 0)                      | Zwolsche Boys         |
| 30 april 1958 Plaats: Apeldoorn Berg & Bos     | Bertus Wasmus 10' Mais Hanskamp 17' (pen.), 65' Wim Bakker 30' Henk Kanselaar 60' |                                    |                       |
| 3e ronde                                       | AGOVV                                                                             | 2 – 1 (1 – 1)                      | Leeuwarden            |
| 21 mei 1958 Plaats: Apeldoorn Berg & Bos       | Bertus Wasmus 11' Harmen de Jong 65'                                              |                                    | 7' Johannes Bakker    |
| 4e ronde                                       | Vitesse                                                                           | 1 – 2 (0 – 2)                      | AGOVV                 |
| 7 juni 1958 Plaats: Arnhem Nieuw-Monnikenhuize | Toon Huiberts 47' (pen.)                                                          |                                    | 5', 38' Mais Hanskamp |
| Kwartfinale                                    | AGOVV                                                                             | 0 – 0                              | MVV                   |
| 14 juni 1958 Plaats: Apeldoorn Berg & Bos      |                                                                                   |                                    |                       |
| Kwartfinale (replay)                           | MVV                                                                               | 2 – 1 (1 – 0, 1 – 1) Na verlenging | AGOVV                 |
| 18 juni 1958 Plaats: Maastricht De Boschpoort  | Gerard Bergholtz 28' Frans Rutten 95'                                             |                                    | 75' Harmen de Jong    |

## Statistieken AGOVV 1957/1958

### Eindstand AGOVV in de Nederlandse Eerste divisie A 1957 / 1958
| Stand | Gespeeld | Gewonnen | Gelijk | Verloren | Punten | Doelpunten voor | Doelpunten tegen |
| ----- | -------- | -------- | ------ | -------- | ------ | --------------- | ---------------- |
| 14e   | 30       | 7        | 5      | 18       | 19     | 41              | 70               |

### Topscorers
| #      | Naam              | Goal |
| ------ | ----------------- | ---- |
| 1.     | Mais Hanskamp     | 12   |
| 2.     | Wim Bakker        | 5    |
| 2.     | Harmen de Jong    | 5    |
| 2.     | Harmen Palm       | 5    |
| 5.     | Hans Elfring      | 4    |
| 6.     | Bertus Wasmus     | 3    |
| 7.     | Joop Kluin        | 2    |
| 7.     | Sietze de Vries   | 2    |
| 9.     | Herman van Asselt | 1    |
| 9.     | Henk Kanselaar    | 1    |
| 9.     | Berend van Putten | 1    |
| Totaal | Totaal            | 41   |

| #      | Naam           | Goal |
| ------ | -------------- | ---- |
| 1.     | Mais Hanskamp  | 6    |
| 2.     | Harmen de Jong | 3    |
| 2.     | Wim Bakker     | 3    |
| 4.     | Bertus Wasmus  | 2    |
| 5.     | Henk Kanselaar | 1    |
| Totaal | Totaal         | 15   |